# Peter Ludvig Panum
Peter Ludvig Panum, född 19 december 1820 i Rønne, död 2 maj 1885 i Köpenhamn, var en dansk fysiolog, far till Hortense Panum.
Panum blev student i Kiel 1840, medicine doktor i Köpenhamn 1851 och utsändes 1846 till Färöarna för att bekämpa en häftig mässlingsepidemi, om vilken han 1847 författade en avhandling, där han även lämnade intressanta meddelanden om levnadssättet på öarna. Vid kolerautbrottet i Danmark 1850 erhöll och löste han på samma utmärkta sätt ett liknande uppdrag. Åren 1851-53 studerade han i Würzburg och Paris, varvid han kom att stå nära den nya fysiologiska skolan, särskilt Rudolf Virchow. År 1853 blev han professor i Kiel, men flyttades 1864 till Köpenhamn, där han trots de äldre läkarnas häftiga motstånd fick till stånd ett fysiologiskt laboratorium (1867) och gav sin vetenskap en dittills okänd utveckling och betydelse för läkarbildningen såväl genom föreläsningar som grundlig forskning. Han strävade framför allt att hålla fysiologin i nära förbindelse med den praktiska läkarkonsten och att få fram allmännyttiga resultat (till exempel framställning av blodmjöl och kraftbröd) samt upplysa allmänheten om näringsämnenas värde. Den av Panum i Danmark införda vivisektionen försvarade han 1879 med kraft mot djurvännerna. Tillsammans med Axel Key uppsatte han 1868 "Nordiskt medicinskt arkiv". År 1884 stod Panum i spetsen för den internationella läkarkongressen i Köpenhamn. 
Bland hans många skrifter märks särskilt Physiologische Untersuchung über das Sehen mit zwei Augen (1858), Über die Entstehung der Missbildungen (1860) och Experimentale Untersuchungen zur Physiologie und Pathologie der Embolie, Transfusion und Blutmenge (1864), av vilka de två sistnämnda var banbrytande. Därefter utkom en grundlig Haandbog i menneskets physiologi (två band, 1865-72), varav enskilda delar utgavs i ny bearbetning, Bidrag til kundskab om misfostrenes physiologiske betydning (1877) och slutligen Vort medicinske fakultets oprindelse og barndom (1879) samt Bidrag til vort medicinske fakultets historie 1648–1766 (1880). Han blev ledamot av svenska Vetenskapsakademien (1876) och av Vetenskapssocieteten i Uppsala (1877).

## Utmärkelser
- Dannebrogsmännens hederstecken,  1878[3]
- Kommendör av Dannebrogorden,  1883[3]

[Redigera Wikidata]